# Cephalodella tempesta
Cephalodella tempesta är en hjuldjursart som beskrevs av Wulfert 1956. Cephalodella tempesta ingår i släktet Cephalodella och familjen Notommatidae. Inga underarter finns listade i Catalogue of Life.